# Station Kępno
Station Kępno is een spoorwegstation in de Poolse plaats Kępno.